# Parinari montana
Pour les articles homonymes, voir Burada.
Espèce
Classification APG III (2009)
Synonymes
- Chrysobalanus montanus (Aubl.) M. Gómez
- Ferolia montana (Aubl.) Kuntze
- Petrocarya montana (Aubl.) Willd.[1]

Parinari montana est une espèce de plantes à fleurs de la famille des Chrysobalanaceae.
C'est un arbre.
En Guyane, on l'appelle Graine roche (Créole), Mutsengue tsengue, Ama nimba (Nenge tongo), pajura-grande (Portugais), Burada, Wild potato (Guyana : nom générique), Foengoe (Sranan tongo), Karapa porö (Kali'na), Pirivri (Palikur), Ɨwatà'ɨy (Wayãpi), Iwatàrîy (Teko), Bourada (Arawak).
Il est connu au Brésil sous les noms de Pajurâ, Paranary (Portugais), Básev Abi, Kórkor Sev (Cacoal), Kamô (Kayapó).

## Description
Parinari montana est un arbre atteignant 10-40 m.
Les jeunes branches sont couverte d'une pilosité roussâtre plus ou moins dense, devenant glabres et lenticellées avec l'âge.
Son bois est de couleur brun rose plus ou moins clair, dur et lourd (densité : 0,80 à 0,90), et contient d'abondants et gros corpuscules de silice.
Les feuilles simples, alternes, portent des stipules caduques, longues de 1-3 mm (très grandes chez les jeunes individus).
Le limbe mesure 9-17(18) x 3-6,5(8) cm, et est très coriace, vert brillant et glabre sur le dessus, tomenteux blanc et avec des cavités stomatales en dessous, de forme oblongue à oblongue-lancéolées, à base arrondie à la sous-aiguë, et à apex acuminé long de 5 à 9 mm.
La nervure médiane est imprimée sur la face adaxiale, et pubescente en dessous.
On compte 21-27(40) paires de nervures secondaires, parallèles, très saillantes sur la face inférieure des feuilles.
Les pétioles sont de longs de 9-12 mm, couverts d'une pubescence laineuse-arachnoïde, légèrement canaliculés, avec 2 glandes bien visibles sur la face supérieure.
L'inflorescence est composée de panicules terminaux et axillaires longs de 4,5 à 11 cm, avec les rachis et les branches courtement tomentelleuses grisâtres.
Les bractées sont caduques concaves, aiguës, et dépassent rarement 1 cm de longueur.
Le réceptacle floral est subcampanulé-turbiné, avec des poils jaune-brun à l'extérieur.
La corolle comporte 5 pétales blancs, plus courts que les lobes du calice.
On compte 7 étamines fertiles, avec 7-8 staminodes qui leur font face.
L'ovaire et la partie inférieure du style sont hirsutes.
Le fruit de forme globuleuse, ovoïde, ellipsoïde à oblongue, est long de 8 à 10(15) cm (le plus grand fruit parmi les Chrysobalanaceae amazoniennes).
L'épicarpe est densément verruqueux, à surface souvent très irrégulière.
Le mésocarpe est comestible, doux et odorant, charnu, oléagineux, charnu, mince ou épais, de couleur brun-jaunâtre clair, et à texture granuleuse.
L'endocarpe dur et très épais, profondément strié et irrégulièrement et grossièrement épineux, en forme de cerveau, à l'un de ses deux locules à peine marqué, laineux à l'intérieur (rappelant celui de Saccoglottis verrucosa).
La graine est comestible.
Les fruits récoltés sous l'arbre sont rarement en bon état, et fermentent rapidement après avoir atteint leur pleine maturité,,,.

## Répartition
Parinari montana est peu commun, mais largement réparti dans le nord de l'Amazonie brésilienne et en Guyane.

## Écologie
Parinari montana croît dans les forêts de terre ferme (non inondées), fleurit en septembre et fructifie en novembre en Guyane.
On a isolé des levures originales sur les fruits de Parinari montana
Parinari montana est pollinisé par des abeilles (Mellitophilie).
L'huile des graines de Parinari montana contient majoritairement de l'acide α-Eleostearique (environ 36%).
Les grosses graines de Parinari montana (147,6 g) étaient autrefois disséminées par la mégafaune aujourd'hui éteinte,.

## Utilisation
Les fruits de Parinari montana sont comestibles, parfumés, consommés notamment chez les Kayapó (qui le cultivent et l'utilisent aussi pour le jeu). La collecte de ces fruits a été étudiée. Ses amandes sont consommées crues.
Dans le Rondônia chez les communautés Cacoal, l'écorce de racine de Parinari montana macérée constitue un remède contre les troubles de la digestion (diarrhée).

## Protologue

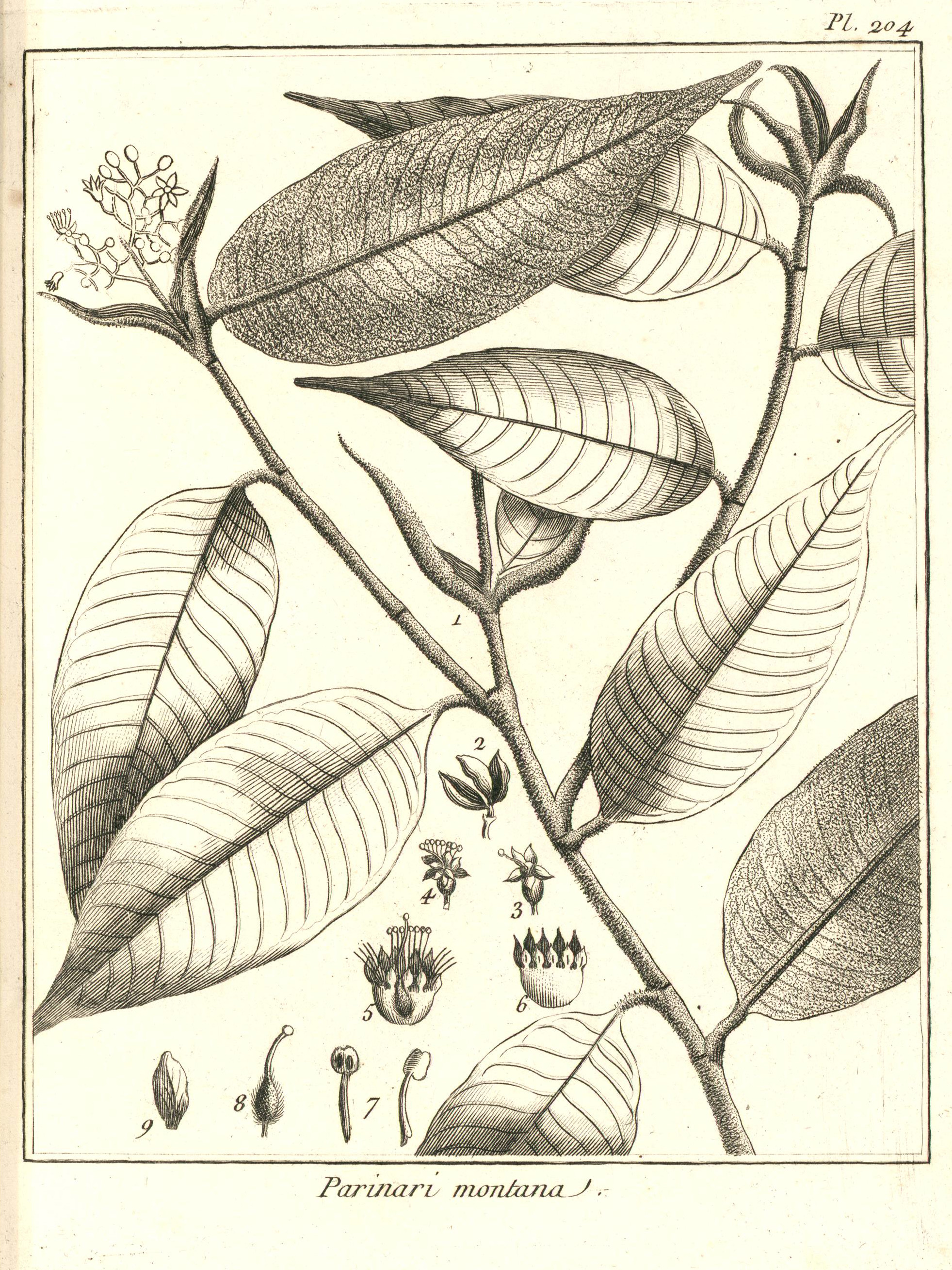
Parinari montana par Aublet (1775)
Planche 204. - 1. Stipules. - 2. Bouton de fleur s garni de deux écailles. - 3. Calice. Style. Stigmate. - 4. Fleur épanouie. - 5. Corolle ouverte. Piſtil. Étamines fertiles. Étamines ſtériles. - 6. Calice ouvert. Pétales. - 7. Deux étamines, une vue de face, l’autre par le dos. - 8. Ovaire. Style. Stigmate. - 9. Pétale ſéparé.

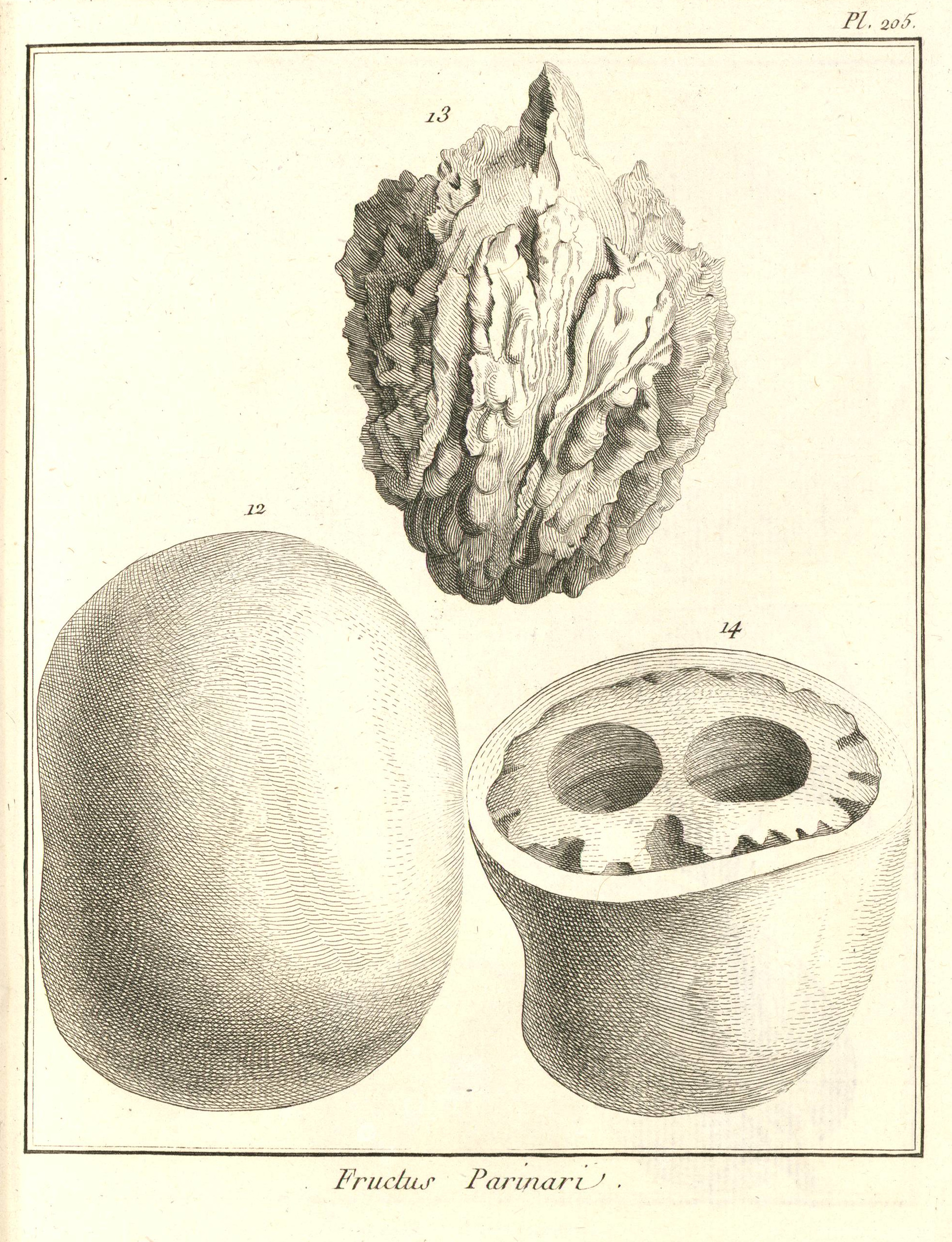
Parinari montana par Aublet (1775)
Planche 205. - 12. Baie. - 13. Noyau. - 14. Baie couple horiſontalement.

En 1775, le botaniste Aublet propose le protologue suivant :
« PARINARI (montana) foliis ovatis, acuminatis, magno fructu. (Tabula 204-205.)

Arbor altiſſima, trunco octoginta-pedali, ad ſummitatem ramos craſſiſſimos, latè ſparſos, emittente ; ramulis villoſis, rufeſcentibus.
Folia ovata, acuminata, integerrima, infernè tomenſo candicante obiita. Stipulæ duæ, latæ, oblongæ, acutæ, decidual, ad baſim petiolorum, ſemi-amplexi-caules. Flores racemoſo-terminales, pedunculus communis tomentoſus & incanus. Pedunculi partiales, & particulares quaſi articulati ſunt, & tomento candicante veſtiti : ſingulus flos è ſinu duarum ſquamarum exit. Squamæ & galix tomento candicante nitent. Corolla ; petala alba. Drupa glabra, fulva ; cortex craſſus, acidus ; nucleus unicus in ſingulo loculo putaminis dulcis, & edulis. Quandoque semen unicum loculi abortitur.
Habitat in ſylvis à maris littore quadraginta milliaribus & ampliùs diſſitis, & ſuprà. originem amnis Galibienſis.
Nomen Caribæum OUROUCOU-MEREP, Braſilienſe PARINARI.
LE PARINARI à gros fruit. (Planches 204-205.)
le tronc de cet arbre s'élève à quatre-vingt pieds, ſur deux & trois pieds de diamètre. Son écorce eſt épaiſſe, griſâtre, ridée & gerſée. Son bois eſt jaunâtre, très dur & compacte. Il pouſſc à ſon ſommet pluſieurs groſſes branches, les unes droites dans le centre, les autres inclinées & preſque horiſontales qui ſe répandent en tout ſens. Elles ſont chargées de rameaux couverts d'un duvet rouſſâtre à leur extrémité ; & ceux-ci ſont garais de feuilles alternes, entières, ovales, terminées par une longue pointe, vertes, liſſes en deſſus, blanches en deſſous par un léger duvet. Leur pédicule eſt court, rouſſâtre & velu, convexe en deſſous, & creuſé en gouttiere en deſſus. Il eſt accompagné à ſa naiſſance de deux stipules larges, longues, aiguës & entières Files tombent de bonne heure, & laiſſent ſur les rameaux l'impreſſion de leurs attaches. Les nervures latérales, qui partent de la nervure longitudinale, vont ſe terminer au bout de la feuille ; toutes ces nervures ſont ſaillantes en deſſous. Les plus grandes feuilles ont cinq pouces de longueur, ſur un pouce & demi & plus de largeur.
Les fleurs naiſſent en grappes à l'extrémité des rameaux. La grappe eſt formée de pluſieurs petits bouquets portes ſur un pédoncule commun, lequel ſe diviſe & ſe ſubdiviſe en pluſieurs rameaux fort courts, qui portent a leurs extrémités deux ou trois fleurs. Ces rameaux & leurs ſubdivifions ſont comme articulés les uns aux autres. Les tiges de la grappe, les pédoncules ſoit communs, ſoit particuliers, & le calice de ſa fleur, ſont couverts d'un duvet blanchâtre.
Le calice eſt d'une ſeule pièce en forme de coupe, diviſé en ſon bord en cinq parties fermés & aiguës. Il eſt ſoutenu à ſa baie par deux écailles.
La corolle eſt à cinq pétales blanchâtres, aigus, de grandeur inégale, & attachés au bord du calice entre ſes diviſions.
Les étamines ſont au nombre de quatorze, ſept d'un côté qui portent des anthères, & ſept placées à l'oppoſite ſans anthères. Les filets des unes & des autres ſont longs. Ils ſont ranges tout autour de l'orifice du calice, un peu au deſſous de l'inſertion des pétales. L'anthère eſt jaune, arrondie & à deux bourſes, ſéparées par un ſillon.
Le piſtil, qui s'élève du fond du calice, eſt un ovaire oblong, velu, ſurmonté d'un style qui eſt pareillement velu dans preſque toute ſa longueur ; il eſt terminé par un stigmate renflé & obtus.
L'ovaire devient une groſſe baie acide, verdâtre, ovoïde, liſſe, dont l'écorce eſt charnue, épaiſſe, filandreuſe, un peu comprimée.
Elle couvre un noyau dont la circonférence eſt garnie de gros tubercules arrondis : les deux faces comprimées ont pluſieurs ſinuoſités longitudinales, placées entre des crêtes ſaillantes & tranchantes. Ce noyau eſt termine d'un côte par une crête large & tranchante, du côte oppoſé il, en a une pareille, mais plus courte. Il eſt épais, très dur & d'une ſubſtance très compacte, de la nature d'un caillou. Il eſt partagé intérieurement en deux cavités oblongues qui contiennent chacune une amande blanche, couverte d'une membrane rouſſâtre. Cette amande eſt douce au goût, & fort bonne a manger. On trouvé quelquefois des noyaux dont une des loges eſt avortée.
Cet arbre eſt nommé OUROCOUMEREPA par les Galibis, & PARINARI par les Garipons. Je l'ai obſervé dans les forêts qui couvrent une montagne ſituée entre la crique des Galibis & la rivière de Sinémari ; elle eſt à plus de quarante lieues du bord de la mer.

II étoit en fleur dans le mois de Mai, & en fruit dans le mois d'Août. »
— Fusée-Aublet, 1775.